# Стевен Бергвейн
Сте́вен Бергве́йн (нід. Steven Bergwijn, нар. 8 жовтня 1997, Амстердам) — нідерландський футболіст, нападник клубу «Аякс» та національної збірної Нідерландів.

## Клубна кар'єра
Народився 8 жовтня 1997 року в місті Амстердам. Бергвейн почав професійно займатися футболом в академії амстердамського «Аякса», куди у 2009 році потрапив з клубу регіонального дивізіону «Ватервейк». У 2011 році перейшов у юнацьку команду ПСВ. 29 жовтня 2014 року в матчі Кубка Нідерландів проти «Алмере Сіті» Стівен дебютував за основну команду, замінивши у другому таймі Флоріана Йозефсона. 10 травня 2015 року в поєдинку проти «Гераклеса» Бергвейн дебютував у Ередівізі, замінивши у другому таймі Юргена Локадію. У 2015 році Стівен став чемпіоном і володарем Суперкубка Нідерландів. 
8 грудня 2015 року в матчі проти московського ЦСКА він дебютував у Лізи чемпіонів, замінивши в кінці другого тайму Гастона Перейро. 20 серпня 2016 року в матчі проти «Зволле» Бергвейн забив свій перший гол за ПСВ. У 2018 році він втретє поспіль став чемпіоном Нідерландів. Станом на 5 червня 2019 року відіграв за команду з Ейндговена 96 матчів в національному чемпіонаті.

## Виступи за збірні
2013 року дебютував у складі юнацької збірної Нідерландів, взяв участь у 32 іграх на юнацькому рівні, відзначившись 16 забитими голами. У 2014 році в складі  команди до 17 років Бергвейн став срібним призером юнацького чемпіонату Європи на Мальті. На турнірі Бергвейн зіграв у чотирьох матчах і в поєдинках проти мальтійців і шотландців Стівен забив три голи та був визнаний найкращим гравцем турніру. А 2016 року з командою до 19 років взяв участь у юнацькому чемпіонаті Європи в Німеччині. На турнірі він зіграв у чотирьох матчах, а в грі проти Хорватії відзначився голом.
З 2016 року залучався до складу молодіжної збірної Нідерландів. На молодіжному рівні зіграв у 4 офіційних матчах, забив 3 голи.
13 жовтня 2018 року дебютував в офіційних іграх у складі національної збірної Нідерландів в матчі Ліги націй проти збірної Німеччини. На тому турнірі Бергвейн зіграв у двох матчах та допоміг своїй команді виграти групу та вийти до фіналу чотирьох у Португалії, куди також поїхав у складі збірної.
| Дата       | Місто     | Господарі  | Результат | Гості      | Турнір                               | Голи | Примітки |
| ---------- | --------- | ---------- | --------- | ---------- | ------------------------------------ | ---- | -------- |
| 13-10-2018 | Амстердам | Нідерланди | 3 – 0     | Німеччина  | Ліга націй УЄФА 2018-2019 - 1-й етап | -    | 68'      |
| 16-10-2018 | Брюссель  | Бельгія    | 1 – 1     | Нідерланди | товариський матч                     | -    | 73'      |
| 16-11-2018 | Роттердам | Нідерланди | 2 – 0     | Франція    | Ліга націй УЄФА 2018-2019 - 1-й етап | -    | 86'      |
| 21-3-2019  | Роттердам | Нідерланди | 4 – 0     | Білорусь   | Відбір до ЧЄ 2020                    | -    |          |
| 24-3-2019  | Амстердам | Нідерланди | 2 – 3     | Німеччина  | Відбір до ЧЄ 2020                    | -    | 46'      |
| Усього     |           | Матчів     | 5         |            | Голів                                | 0    |          |

## Титули та досягнення
- Чемпіон Нідерландів (3):

ПСВ: 2014–15, 2015–16, 2017–18
- Володар Суперкубка Нідерландів (2):

ПСВ: 2015, 2016
- Чемпіон Саудівської Аравії (1):

«Аль-Іттіхад»: 2024–25
- Володар Королівського кубка Саудівської Аравії (1):

«Аль-Іттіхад»: 2024–25
Особисті досягнення
- Команда місяця Ередивізі: травень 2024[10]
- Найкращий гравець Чемпіонату Європи (U-17): 2014